# 林方達
林方達（英語：James Lam Fong-tat，1992年—），香港前公務員，曾擔任沙田民政事務助理專員。他於2014年加入香港政府任職政務主任，並獲派多個局署任職。他在2021年起出任沙田民政事務助理專員，表現優異的他更於2021年7月獲頒行政長官公共服務獎狀，惟在2022年5月因涉嫌經營高鐘妹場所被捕，雖未獲起訴但及後離任公職。

## 早年生活
林方達生於1992年，中學曾入讀拔萃男書院，亦曾代表學校出賽香港學校中文朗誦節。在2009年，他在香港中學會考取得八優成績，因學費昂貴及希望轉換學習環境而改至保良局莊啟程預科書院升學。他一年後以中六優先取錄計劃入讀香港中文大學崇基學院，修讀環球商業學課程，及後更兼讀副修哲學及心理學。在學期間，他曾前往北卡罗来纳大学教堂山分校及哥本哈根商学院參與學期交換計劃，並在香港政府庫務署及摩根士丹利實習工作，亦曾參與社会企业比賽及代表中大出席英語辯論比賽。最後，他在2014年取得工商管理學士學位。

## 公務員生涯

### 早期生涯
林方達在2014年加入香港政府任職政務主任，隨即獲派至運輸及房屋局出任負責水上航运的助理秘書長，並曾參與商船及船東責任法律的修訂工作。在2016年時，他轉至食物及衞生局繼續出任助理秘書長，負責药物及中药等功能攝取物質的政策及管理工作，並定期更新有關法律條文。他除了就修訂案問題出席香港立法會答辯外，亦曾因公務員牙科服務而於向立法會回應審計署署長報告書。及後，他在2018年6月晉升高級政務主任。升任後，他繼續原職並參與籌備以三方夥伴協作模式於全港18區設立中醫教研中心的計劃，更曾以港府中医医院发展计划办事处的代表身份到上海市浦东新区考察當地的中醫醫院。

### 沙田民政事務助理專員

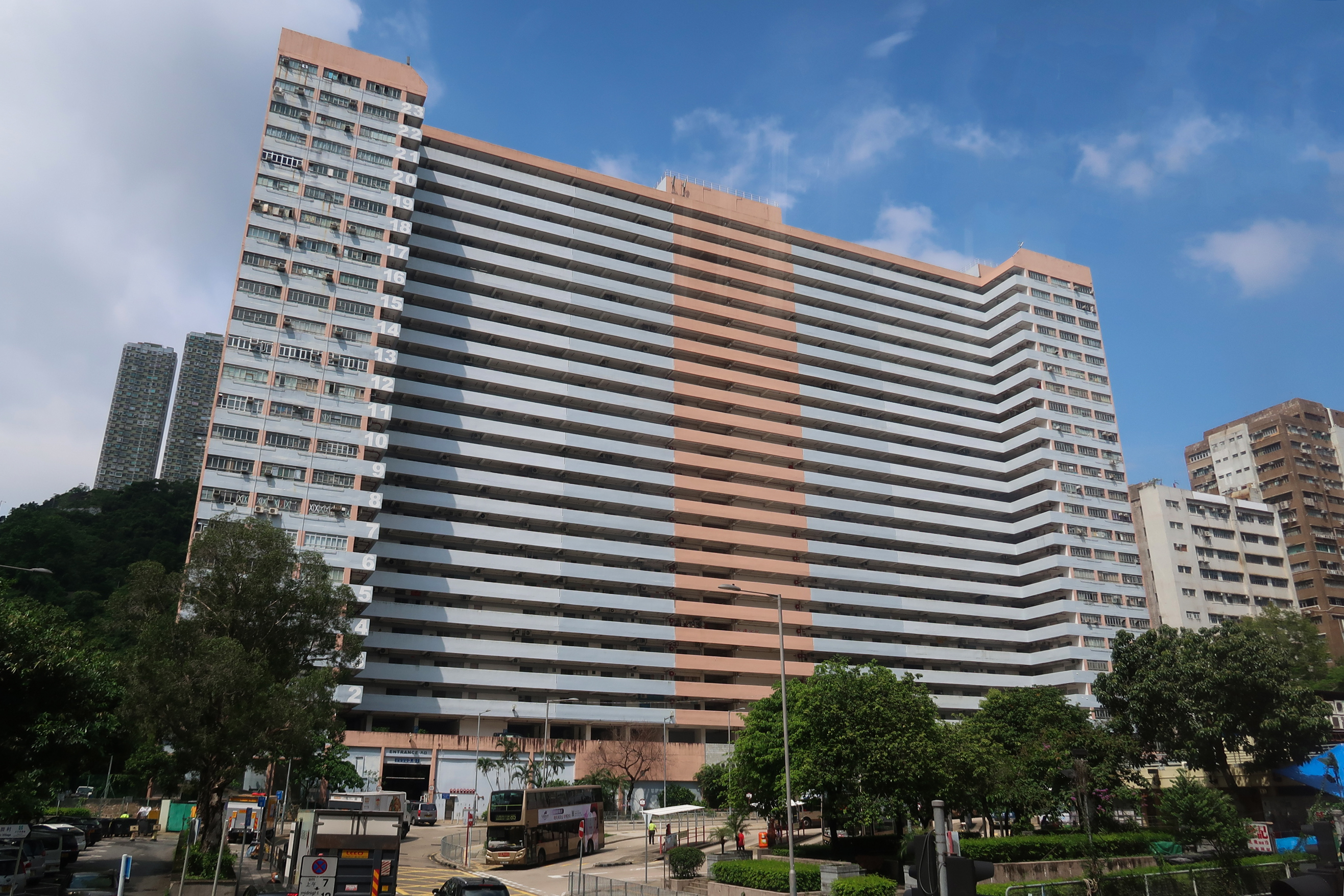
2021年的穗輝工廠大廈

林及後於2021年離開政府總部改於地區工作，獲調任沙田民政事務助理專員。他曾於2021年2月2日認為沙田區議會交通及運輸委員會會議超時為程序失當而離席使會議中止。另外，他亦協助政府遷拆穗輝工廠大廈的工作，惟曾以非地區層面事務為由剔除區議員對發展方案的提問。除此以外，在應對2019冠狀病毒病香港疫情上表現突出的他在香港2021年度授勳及嘉獎名單上獲頒行政長官公共服務獎狀。

#### 涉嫌經營高鐘妹場所事件
2022年5月5日，香港警務處經深入調查後向以高鐘妹集團執法，拘捕五名主腦及骨幹成員，而當中包括林方達。警方發現集團的月租酒店房間均由林負責預約及辦理入住手續，但未發現他參與預約房間以外的活動，而他表面上僅可獲取信用卡及酒店會籍積分。在執法行動中，警方以涉嫌「容許所管轄之處所用作賣淫活動」拘捕林，並繼續調查他與集團的關係。由於如賺取的積分可抵作金錢使用下，林或涉及違反公務員守則，因此他同亦會被調查利益衝突問題。至此，警方西九龍總區警司鍾雅倫相信林涉案的集團已經因主腦及骨幹成員被捕而瓦解。林及後獲准保釋候查，並須定期於警局報到。林在保釋期間被港府安排離任助理專員，及後在同年10月辭任公務員，並離開香港。

## 個人生活
林方達為體育愛好者，曾為業餘籃球隊汝州商業的領隊及隊長，亦有參與香港馬拉松賽事。
林在離任公務員後，於2023年1月入讀位於柏林的欧洲管理与技术学院，修讀工商管理碩士，並同時於安联兼職擔任內部諮詢工作，負責保險客戶的用户体验设计。在修讀碩士期間，他更於2023年8月至11月以交換生身份前往新加坡國立大學，並在德意志银行的新加坡分公司實習。回德後，他轉至默克集團實習，並在畢業後入職Wayfair的德國分公司。

## 榮譽

### 嘉獎
- 行政長官公共服務獎狀（香港2021年度授勳及嘉獎名單；2021年7月1日）[24]

## 外部連結
- 林方達的個人官方領英頁面